# Cetóbriga

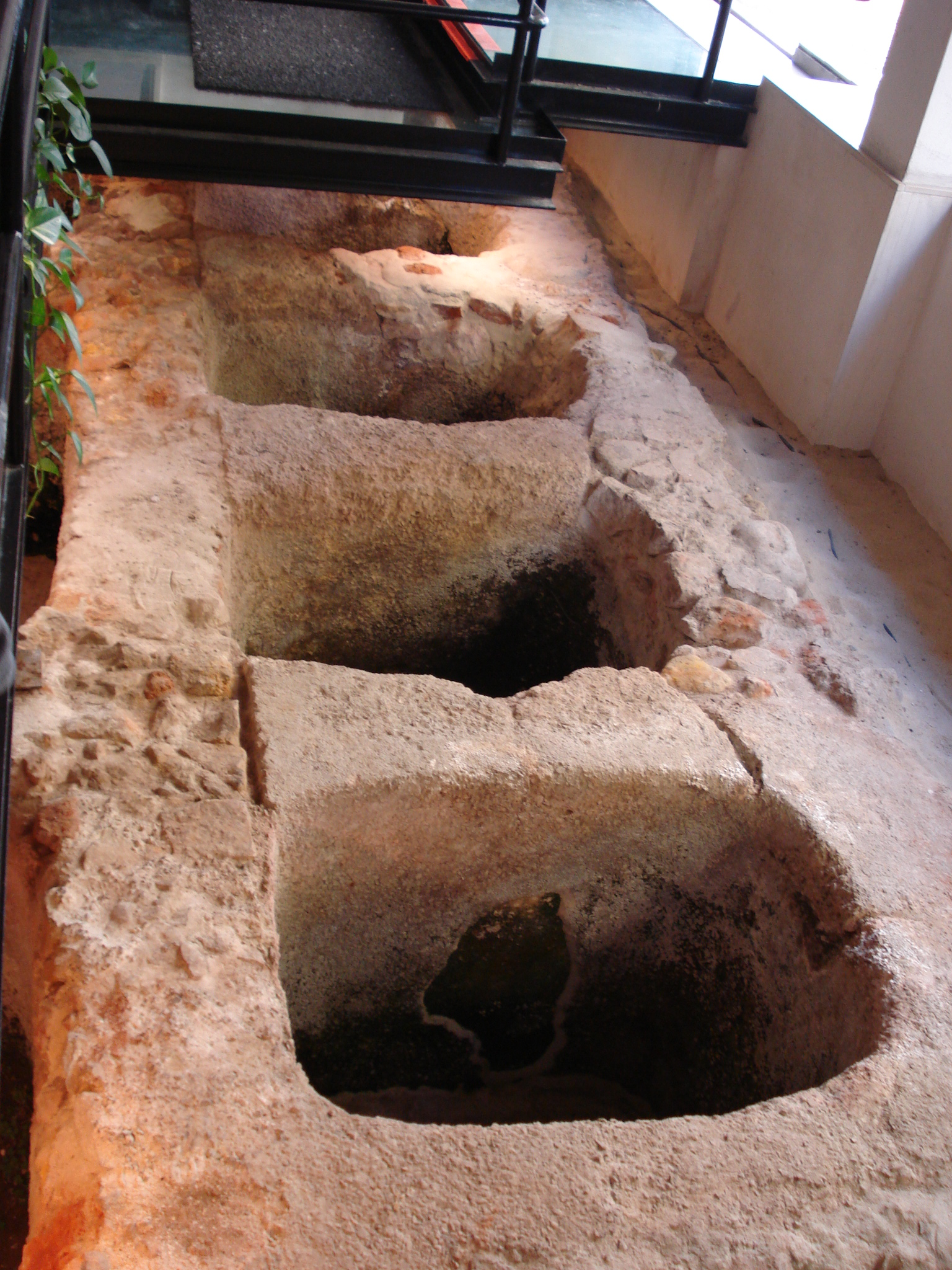
Cetárias na fábrica romana de Salga, Setúbal

Cetóbriga (em latim: Caetobriga; do Grego: Καιτόβριε/Kaitobrie) ou Cetóbrix (em latim: Cetobrix) foi uma povoação de origem celta, seguidamente romanizada, implantada no local onde hoje se situa a cidade de Setúbal. Cetóbriga é referida por Ptolomeu (Geografia, II, 5,2) como uma cidade celta. No Itinerário de Antonino Cetóbriga está situada numa das vias que ligava Olisipo (Lisboa) a Emérita (Mérida), a 24 milhas de Olisipo (de Olisipo a Aquabona 12 milhas; de Aquabona a Cetóbriga, 12 milhas).
Durante muito tempo Cetóbriga foi identificada como localizada em ruínas romanas de Troia. Esta hipótese já foi abandonada, de forma generalizada, pelos especialistas. As investigações mais recentes revelaram, na única colina do centro histórico da cidade de Setúbal (que se desenvolve entre o Quebedo e o Miradouro de São Sebastião), um sítio arqueológico da primeira Idade do Ferro evidenciando a existência de um ópido celta. Por seu turno, explorações arqueológicas mais antigas revelaram vestígios abundantes da presença romana no local onde hoje se situa Setúbal.